# Ronald Langón
Ronald Arturo Langón (1939. augusztus 6. – 2021. augusztus 31.) válogatott uruguayi labdarúgó.

## Pályafutása
1960 és 1964 között a Defensor Sporting, 1964-ben a Nacional labdarúgója volt. Az uruguayi válogatott tagjaként részt vett az 1962-es világbajnokságon.

## Sikerei, díjai
Nacional
- Copa Libertadores döntős: 1964